# Дългоносо потору
Дългоносо потору или дългоносо плъховидно кенгуру (Potorous tridactylus), е вид плъховидно кенгуру от Югоизточна Австралия и Тасмания. Научното наименование tridactylus – трипръст, идва от факта, че предните крайници притежават три пръста, като втори и трети са срастнали в един здрав пръст, снабден с едър нокът, пригоден за копаене в земята. Макар че се храни с разнообразна растителна храна и насекоми, дребният бозайник предпочита основно различни видове гъби, растящи под земята.

## Разпространение
Видът е разпространен в югоизточната част на Австралия, източно от Голямата вододелна планина. Северните части на ареала му започват от фрагментирани участъци от Югоизточен Куинсланд, включително и остров Фрейзър, преминавайки на юг по тихоокеанкото крайбрежие през Виктория до Нов Южен Уелс. Среща се и в малък участък от провинция Южна Австралия. Извън континента ареалът продължава на юг през островите от Басовия пролив до голяма част от Тасмания. Обитава най-често райони с надморска височина до 250 m, въпреки че достига и до 650 m.
Представен е от два подвида:
- Potorous tridactylus tridactylus – подвид за континенталната част
- Potorous tridactylus apicalis – подвид за Тасмания

## Местообитание
Местообитанията на вида включват различни типове среди – от субтропични области до влажни умерени гористи райони. Районите, които обитава, се намират в близост до океанското крайбрежие. Основното изискване, за да се чувства комфортно, е наличието на дебела постеля от растителна маса, която да служи за защита и да осигурява подходящ материал за гнездене. Почвите трябва да бъдат подходящи за изкопаване на дупки, за да открива корени и гъби, с които се храни. Избягва откритите пространства.

## Морфологични особености
Дългоносото потору се отличава с къси крака и дълга гола опашка, наподобяваща тази на плъх. Тялото е с дължина 40 cm, опашката 25 cm, а главата 4 cm. Теглото на дългоносите торбести варира от 0,70 до 1,80 kg. Размерите на тялото наподобяват това на заек с удължена муцунка, подобно на плъх. Тялото е късо и ниско поставено, шията е дебела, а опашката е дълга и плоска, покрита с пръстеновидно разположени люспи и редки косми. Космената покривка е дълга, сравнително рядка, блестяща. В областта на гърба е тъмнокафява и примесена с черно, като в долната част на тялото преминава в сиво, жълто до бяло.
Средните нокти на предните крайници са остри и дълги и добре приспособени за ровене на дупки в земята. Опашката е извита в задната си част, като така малкото животинче може да пренася части от растения. Зъбната формула е {\displaystyle {\tfrac {3.1.2.4}{1.0.2.3}}}. Резците и кътните зъби са добре развити. Задните крайници са пригодени за подскачане и осигуряване на бързо придвижване. Марсупиумът е добре развит, отваря се напред, а в него се намират развити четири сукални зърна.
Видът притежава значителна морфологична изменчивост в зависимост от географските местообитания. Така например от запад на изток в Тасмания се наблюдава почти двойно увеличение на размера на тялото. Муцунката е по-къса при представителите в Куинсланд и се увеличава постепенно на юг, като тасманийските представители са с най-дълга.

## Поведение
Видът се среща в гористи райони, богати на шума от опадали листа и храсталаци, които да осигурят подходящи условия за изграждането на наземни гнезда. Обикновено в тях спят по няколко индивида през деня. С наближаването на тъмната част от денонощието се активизират. Естествените им врагове са кучетата динго и сови, както и подивели кучета и котки, и привнесените от хората лисици.

## Хранене
Диетата на малките торбести включва семена, корени, луковици и насекоми. Въпреки това основният компонент в диетата им са подземни гъби, които изравят със силните си нокти на предните лапи.

## Размножаване
Дългоносото потору е видът с най-продължителна бременност сред познатите днес торбести бозайници. Тя продължава 38 дни. Чифтосват се два пъти годишно – ранна пролет и през късното лято. Раждат само едно или две малки, които остават в торбата около пет месеца. Половата зрялост настъпва на около година. Продължителността на живота им на свобода е около седем години.